# 9470 Jussieu
9470 Jussieu (1998 OS10) là một tiểu hành tinh vành đai chính được phát hiện ngày 26 tháng 7 năm 1998 bởi E. W. Elst ở La Silla.